# Run to Me
Run to Me è un brano musicale dance pop scritto da Graziano Pegoraro, Romano Bais e Ray Foster e interpretato originariamente da quest'ultimo nel 1985. Fu però solo nel 1986 che, con la produzione di Claudio Cecchetto, il brano arrivò al successo nell'interpretazione dalla cantante inglese Tracy Spencer, uno dei casi più clamorosi di one hit wonder della discografia italiana.
Il brano fu poi inserito nell'album di debutto, nonché unico lavoro della cantante Tracy, pubblicato l'anno successivo. Run to Me vinse il Festivalbar 1986 e diventò il tormentone estivo dell'estate, apparendo in seguito anche in molte pellicole italiane prodotte in quel periodo, tra cui Scuola di ladri, L'estate sta finendo e un trailer di Rimini Rimini.

## Il successo
Il singolo entrò nella classifica dei singoli più venduti il 26 aprile 1986 alla trentunesima posizione, dopo essere stato presentato alla trasmissione musicale di Italia 1 Azzurro, ed entrò nella top 10 il 17 maggio, rimanendovi in totale venti settimane consecutive. Nonostante il notevole successo che lo portò a vincere il Festivalbar, il disco toccò la vetta della classifica soltanto per una settimana, il 5 luglio, inserendosi fra due singoli di Madonna (Live to Tell e Papa Don't Preach) che si avvicendarono al primo posto. Tuttavia, nella classifica di fine anno 1986, il singolo di Tracy Spencer risultò essere il secondo più venduto in Italia.

## Tracce
1. Run to Me (Extended Version) - 5:26
2. Ma-Ma Run (Extended Version) - 6:30

## Classifica italiana
| Posizione | 31 | 19 | 11 | 7 | 5 | 2 | 2 | 2 | 2 | 2 | 1 | 2 | 2 | 2 | 3 | 3 | 3 | 4 | 5 | 5 | 5 | 6 | 5 | 10 | 13 |